# Robert McVey
Robert Patrick "Bob" McVey, född 14 mars 1936 i Hartford i Connecticut, är en amerikansk före detta ishockeyspelare.
McVey blev olympisk guldmedaljör i ishockey vid vinterspelen 1960 i Squaw Valley.